# Mezinárodní den archeologie
Mezinárodní den archeologie (anglicky: International Archaeology Day) je svátek slavený každoročně vždy třetí sobotu v říjnu, při jehož příležitosti archeologové připravují společenské a kulturní akce pro širokou veřejnost. Seznamují s výzkumnými metodami a prezentují cenné objevy. V České republice se poprvé konal v roce 2014.

## Charakteristika

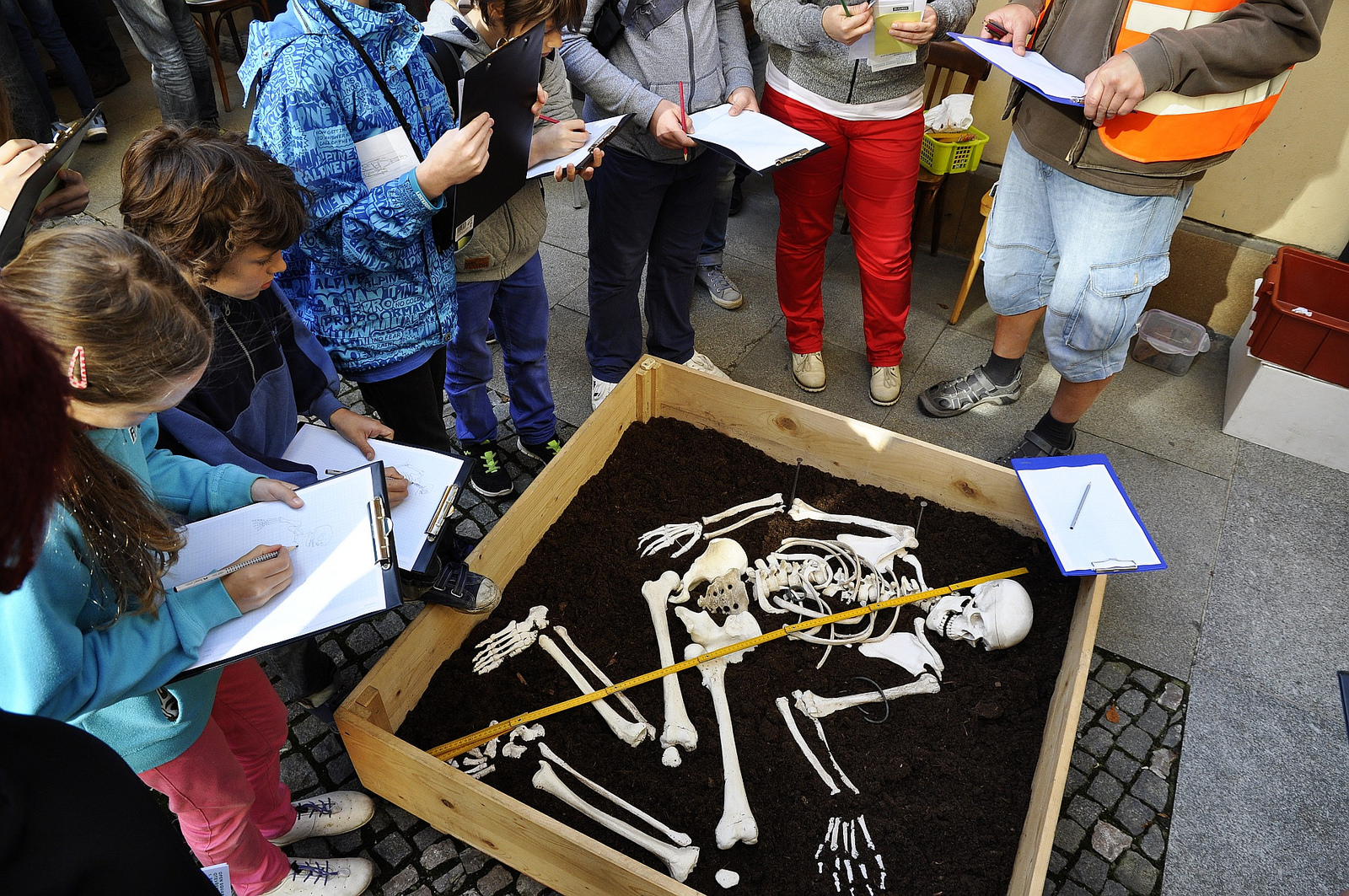
Budoucí archeologové dokumentují kostru prapředka při Mezinárodním dni archeologie 2014 v Praze

Pořadateli jsou dobrovolníci z řad profesionálních archeologů, muzejníci, památkáři. Spolu s archeology řady zemí světa připravují program seznamující velmi neformálně s širokou škálou archeologických specializací, metod výzkumu i dokumentačních či prezentačních metod.
Návštěvníci si mohou práci archeologa „osahat“ v cvičných sondách, prohlédnout si lokality vybraných aktuálně probíhajících výzkumů, vyslechnout zasvěcené přednášky, zhlédnout výstavy včetně pozoruhodných nálezů.
K cílům akce patří seznámit veřejnost s potenciálem skrytých hodnot, které mohou být ohroženy neuváženými terénními zásahy a získat ji pro myšlenky zachování historického dědictví a ukázat význam pečlivé výzkumné práce.

## Historie
Den archeologie byl poprvé pořádán v roce 2011 ve Spojených státech amerických, ale během dvou let se stal celosvětovou akcí, ke které se čeští archeologové spontánně připojili poprvé v roce 2014.
V roce 2016 se 15. října MDA v České republice zúčastnilo více než 50 celostátních i místních institucí a organizací ze všech krajů. V roce 2017 se MDA konal v sobotu 21. října, v roce 2018 v sobotu 20.října.